# Jardim de São Lázaro
O Jardim de São Lázaro, oficialmente jardim Marques de Oliveira, é o mais antigo jardim municipal da cidade do Porto, em Portugal.
Inaugurado em 1834, o jardim, fresco e frondoso, é de concepção romântica, podendo destacar-se as imponentes tílias, o coreto e os grupos escultóricos a que não será alheia a proximidade da Escola Superior de Belas Artes do Porto. Integrada no gradeamento que o delimita a norte, encontra-se uma fonte retirada do antigo convento de São Domingos.
A nascente do jardim está a Biblioteca Pública Municipal do Porto e, a sul, a magnífica fachada barroca do antigo convento de São Lázaro, atribuído a Nicolau Nasoni.

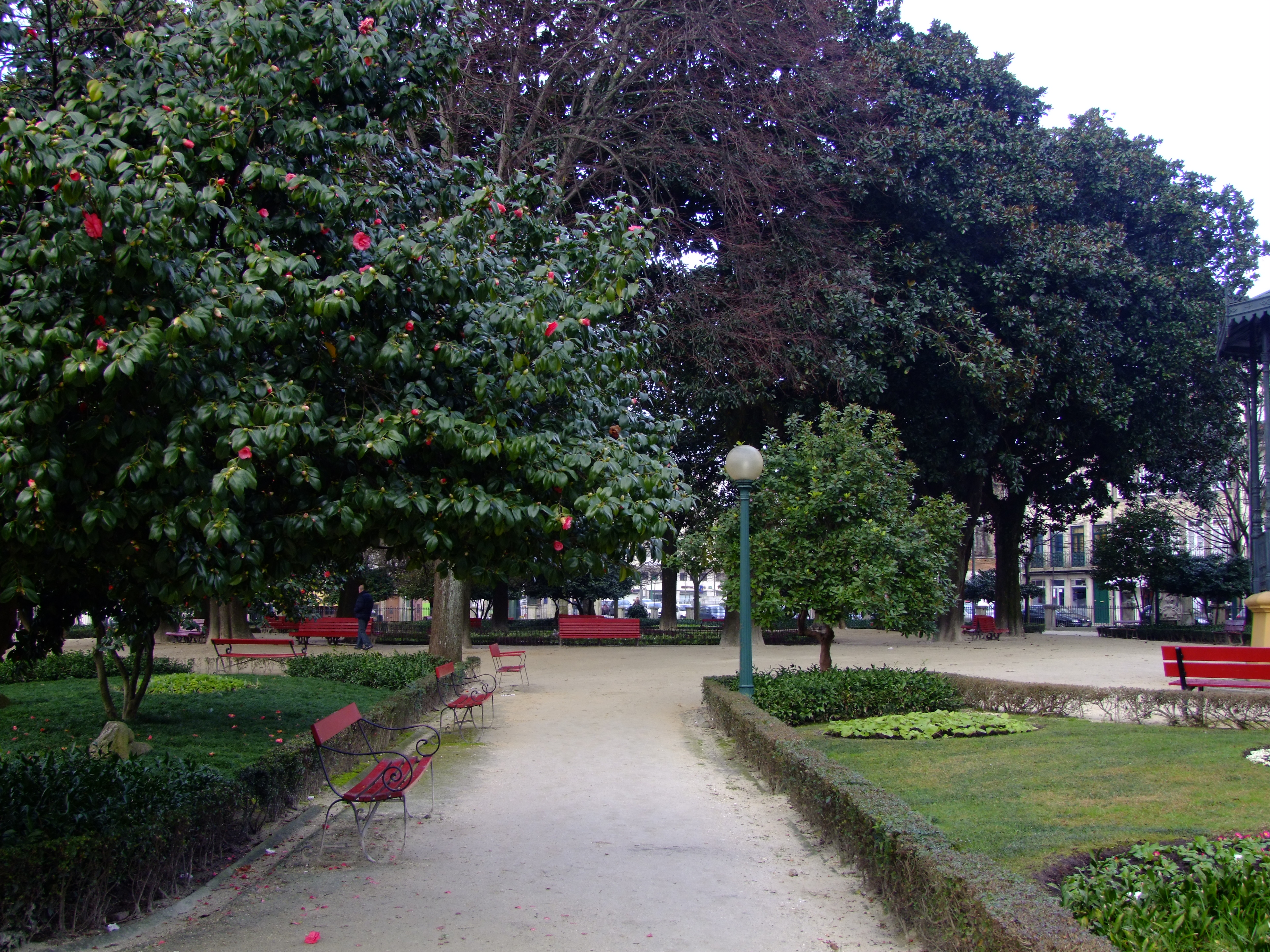
Vista geral
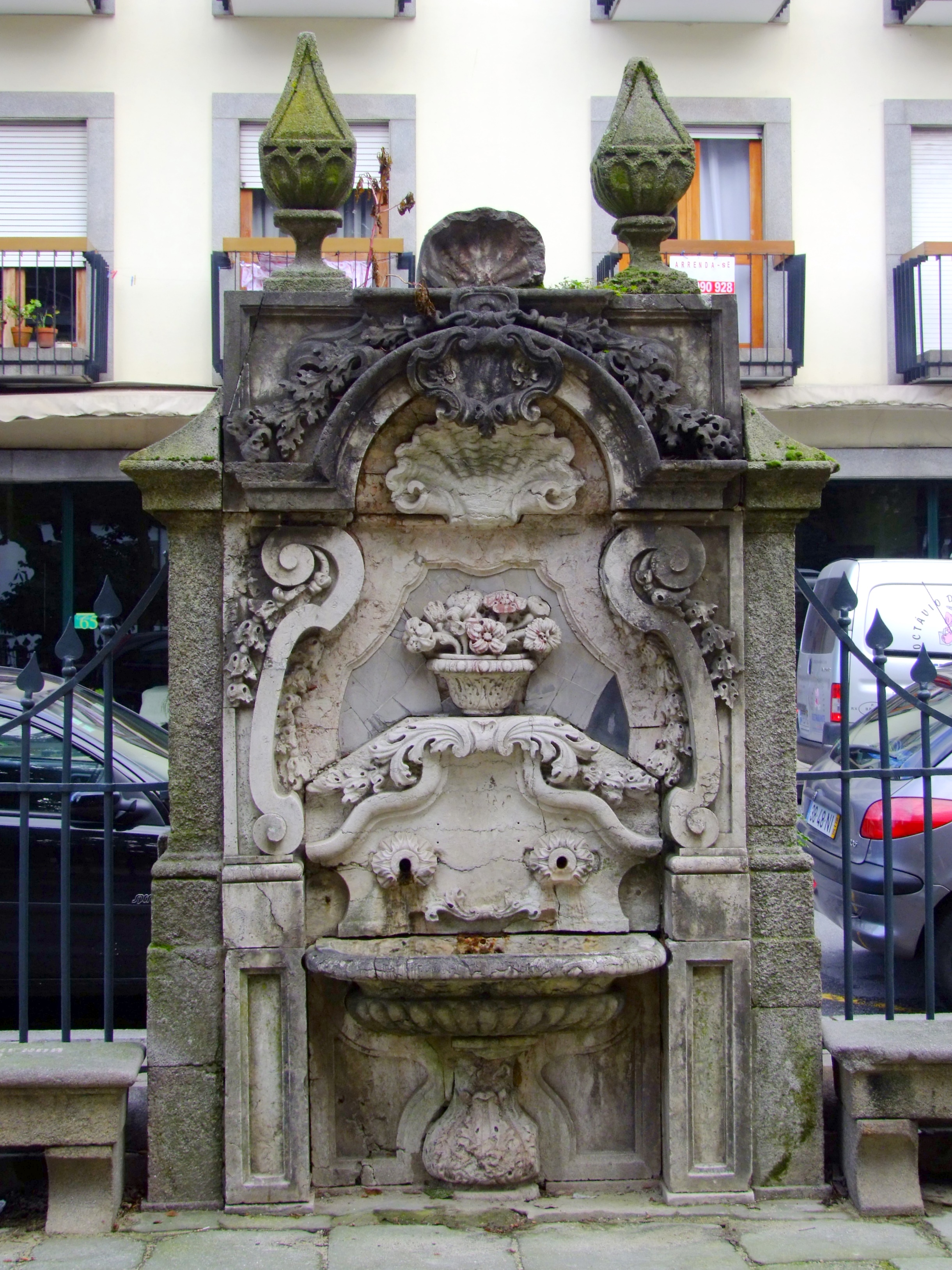
Chafariz.
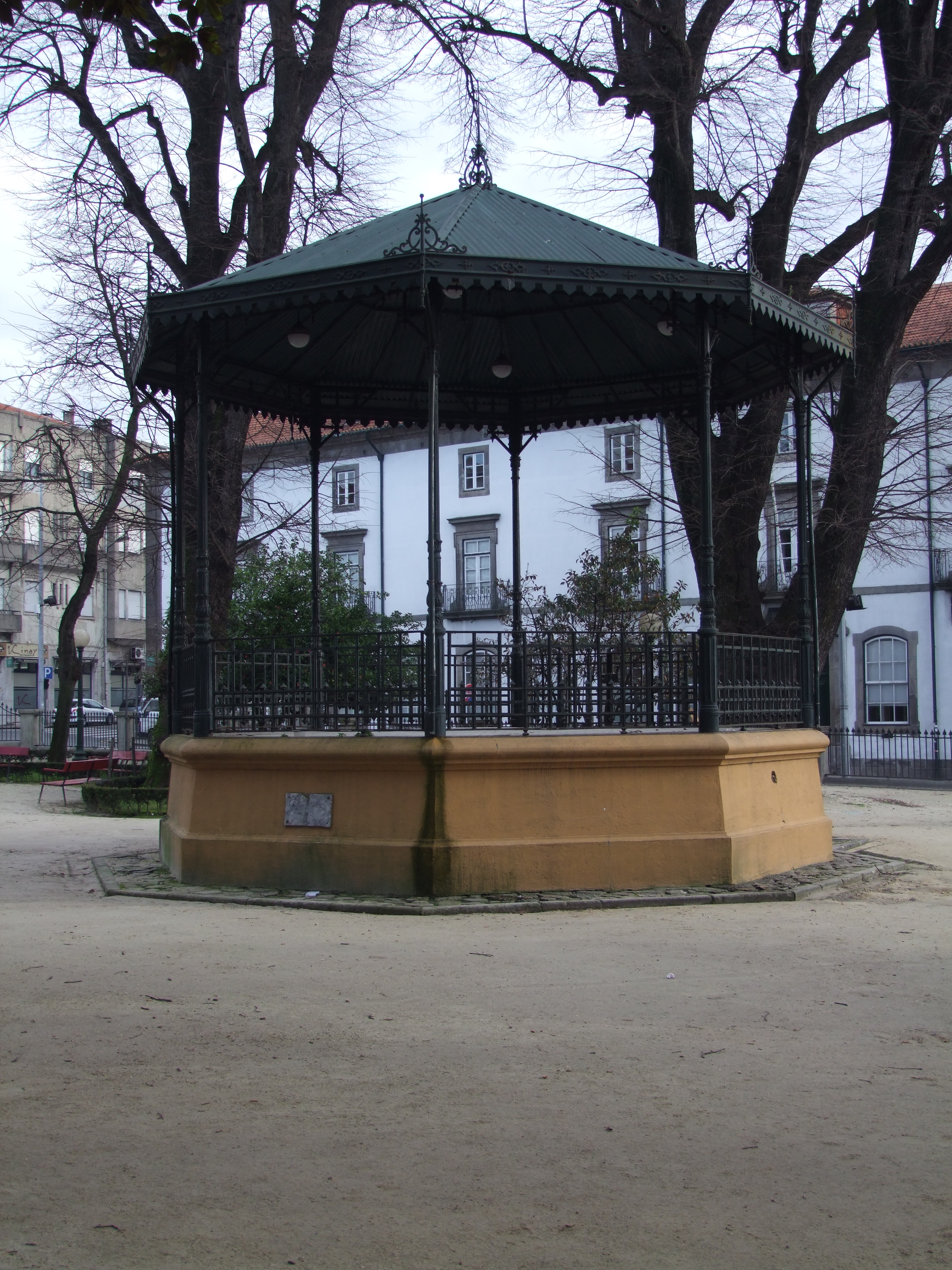
Coreto.
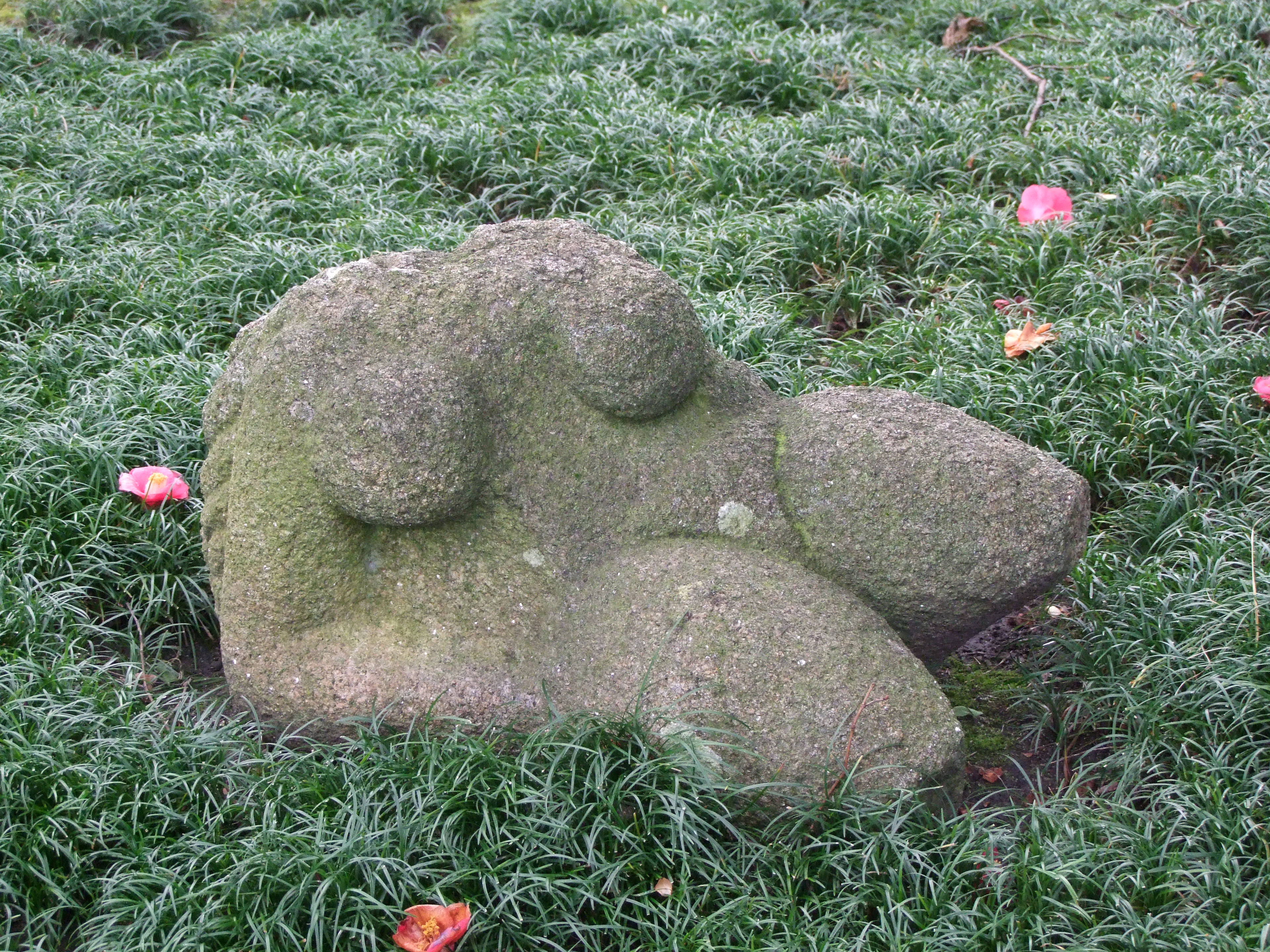
Escultura.